# Daisuke Saito (1980)
Daisuke Saito (Osaka, 29 augustus 1980) is een Japans voetballer.

## Carrière
Daisuke Saito speelde tussen 1999 en 2011 voor Kyoto Sanga FC en Vegalta Sendai. Hij tekende in 2011 bij Tokushima Vortis.